# Liam Talbot

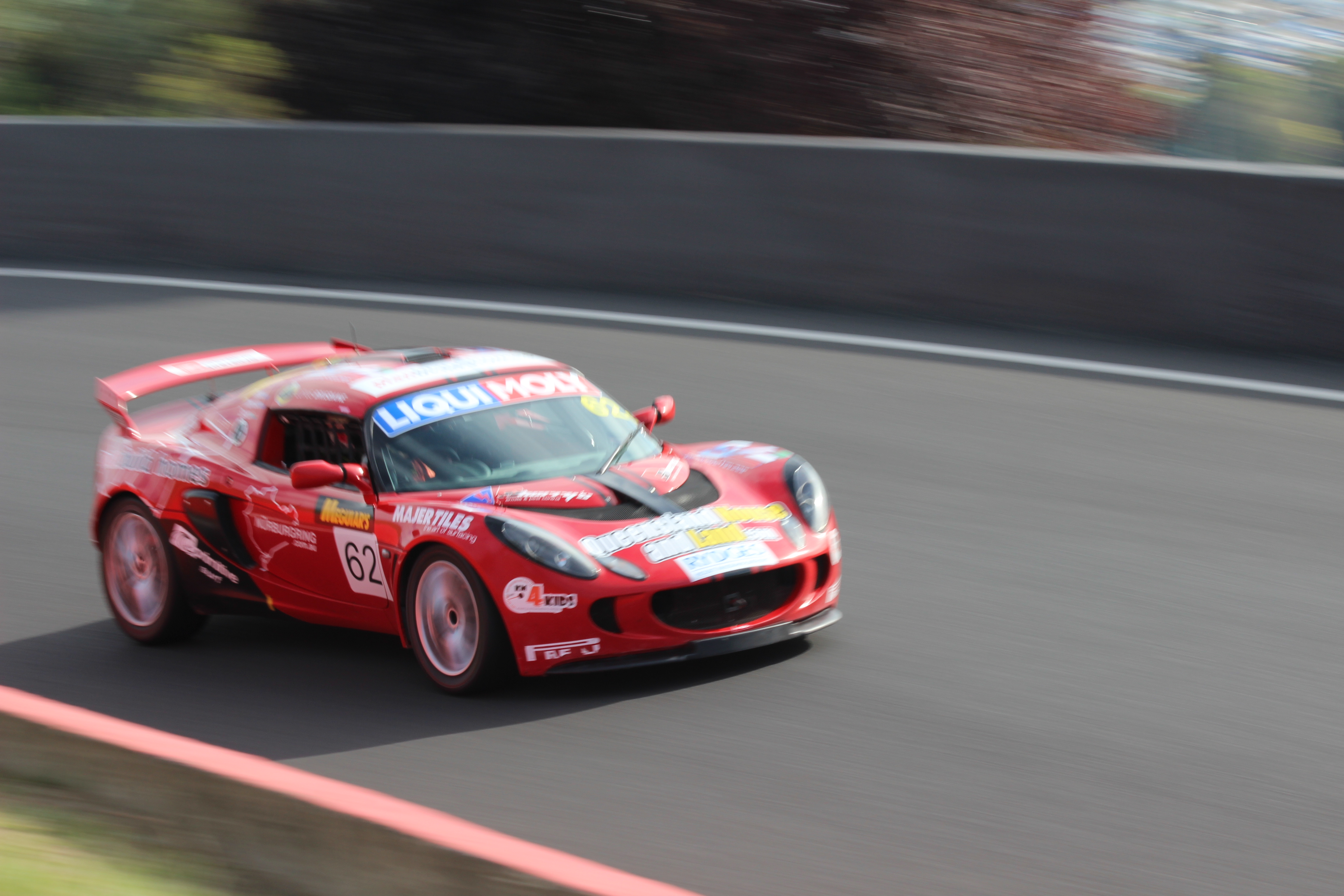
Liam Talbot im Lotus Exige beim 12-Stunden-Rennen von Bathurst 2013

Liam Anthony Talbot (* 26. Juli 1981) ist ein australischer Autorennfahrer.

## Familie
Liam Talbot ist eines von fünf Kindern des vermögenden Bergbau-Unternehmers Ken Talbot. Sein Vater starb 2010 bei einem Flugzeugabsturz in der kamerunischen Kleinstadt Djoum und hinterließ ein Milliardenvermögen. Über die Aufteilung der Erbschaft in drei Stiftungen gab es einen langjährigen Rechtsstreit der Geschwister.
Liam Talbot ist mit der australischen Fernsehmoderatorin und Sängerin Charli Robinson verheiratet und Vater zweier Töchter.

## Karriere als Rennfahrer
Seine Fahrerkarriere begann Talbot in australischen Tourenwagenserien. Sein erster nennenswerter Erfolg war ein Klassensieg beim 12-Stunden-Rennen von Bathurst 2013. In Europa beteiligte er sich am 24-Stunden-Rennen auf dem Nürburgring und startete regelmäßig in der Blancpain Endurance Series. 2016 gewann er auf einem Ferrari 458 Italia von Kessel Racing die GT-Amateur-Klasse dieser Rennserie.
Nach seiner Rückkehr nach Australien wurde er 2018 Vizemeister in der australischen GT-Meisterschaft.

## Statistik

### Einzelergebnisse in der FIA-Langstrecken-Weltmeisterschaft
| Saison | Team             | Rennwagen                | 1   | 2   | 3   | 4   | 5   | 6   | 7   |
| ------ | ---------------- | ------------------------ | --- | --- | --- | --- | --- | --- | --- |
| 2023   | D'station Racing | Aston Martin Vantage AMR | SEB | POR | SPA | LEM | MON | FUJ | BAH |
| 2023   | D'station Racing | Aston Martin Vantage AMR |     |     |     | 23  |     |     |     |